# Terry Thomas
Terry C. Thomas (Detroit, 20 agosto 1953 – 26 ottobre 1998) è stato un cestista statunitense, professionista nella NBA.

## Carriera
Venne selezionato dai Detroit Pistons al nono giro del Draft NBA 1975 (151ª scelta assoluta).